# Sicrea
Sicrea  es un género de fanerógama con una sola especie Sicrea godefroyana perteneciente a la familia Malvaceae. 